# Felgenband

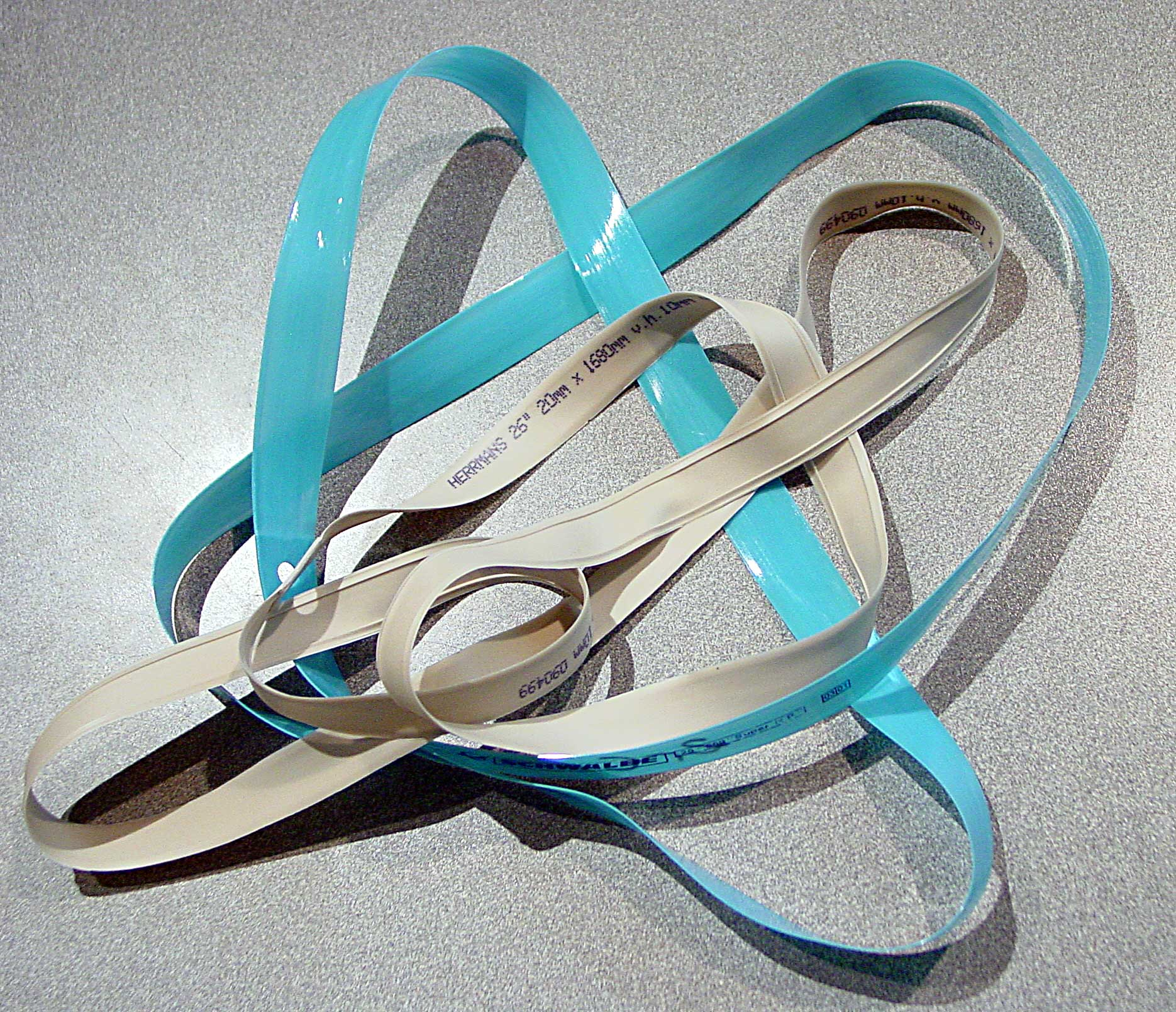
Felgenbänder dienen dem Schutz des Fahrradschlauchs

Ein Felgenband dient bei Fahrrädern dazu, – je nach Ausführung der Felge – die Schraubenköpfe der Speichen oder die Speichenbohrungen an der Innenseite der Felge abzudecken. Ohne Felgenband würde sich ein Fahrradschlauch gegen die Schraubenköpfe bzw. durch die Speichenlöcher in die Felge drücken und reißen. Es besteht aus Gewebeband, Gummi, Kunststoff (teilweise faserverstärkt) oder in seltenen Fällen auch aus leichtem Latex.
Felgenbänder aus Gewebeband werden auf den Felgenboden geklebt, während die ringförmigen Felgenbänder aus Gummi oder Kunststoff durch Spannung auf der Felge gehalten werden.
Hohlkammerfelgen mit größeren Löchern zur Durchführung der Speichennippel sollten mit steifen Kunststoffbändern versehen werden, da Gummi und Gewebeband bei hohem Luftdruck durchdrücken können.
Durch den Einsatz speziell dichtender Felgenbänder ist das Umrüsten eines Laufrades auf ein schlauchloses System möglich.
Eine Alternative zum Felgenband sind Kunststoffstopfen, die in die Speichenlöcher der Felge geklickt werden. Sie sind etwas leichter als ein Felgenband.